# とやま古洞の森自然活用村
とやま古洞の森自然活用村（とやまふるどうのもりしぜんかちようむら）は、富山県富山市池多1044にあった公園（複合レジャー施設）。1990年（平成2年）にオープンした後、2023年（令和5年）3月に廃止された。通称は『古洞の森』。

## 概要
富山市が農業体験やスポーツなどを通して広く市民が交流を図る目的で1988年（昭和63年）度から建設事業に着手し、1988年5月16日に農林水産省の事業認定を受け、1990年（平成2年）7月18日にオープンした。1991年（平成3年）3月30日には休憩所と散策路が完成している。
富山市が指定管理者制度で運営していたが、新型コロナウイルスの流行に伴う利用者減（2020年（令和2年）度は以前の7万人から3万6千人にまで減少）や老朽化が進んだ施設の更新が多額なため、契約期間が終了する2023年（令和5年）3月末で廃止され、民間によるリニューアルを行うことが検討された。
富山市は事業者を公募し、2023年12月に不動産業などを営む市内のABLトラストへの貸し付けを決定した。ABLトラストは活用村全体の再開を目指して準備を始めていたが、2024年（令和6年）1月に地震が発生。そのため温泉施設の再開を先行させることとなり、2025年（令和7年）に営業を再開することになった。

## 主な施設

### 閉館時の施設
- ふれあいセンター - 古洞の森の中心的施設。木造2階建て、延床面積987m2。研修室、工作室、売店、展望台、レストランがある[3]。
- 古洞の湯（古洞の森温泉）
- バーベキューハウス
- コテージ（宿泊施設）
- 古洞池（古洞ダムによる人造湖。周囲にはトレッキングコースもある）
- どんぐり橋

### かつて存在した施設
富山市天文台
1997年（平成9年）7月19日に開館したが、2021年（令和3年）3月31日に廃止。

## 関連リンク
- 公式ウェブサイト